# Atletica leggera ai Giochi della XIX Olimpiade - Staffetta 4×400 metri

Video della Finale (film ufficiale dei Giochi)

Video della Finale (commento originale in inglese)

La staffetta 4×400 metri ha fatto parte del programma maschile di atletica leggera ai Giochi della XIX Olimpiade. La competizione si è svolta nei giorni 19-20 ottobre 1968 allo Stadio Olimpico Universitario di Città del Messico.

## Risultati

### Turni eliminatori
| 3 Batterie | 19 ottobre | 16 squadre | Si qualificano le prime 2 + i due migliori tempi. |
| Finale     | 20 ottobre | 8          |                                                   |

### Batterie
| Pos. | Nazione         | Atleti                                                        | Tempo Ufficiale | Tempo Ufficioso | Nota  |
| ---- | --------------- | ------------------------------------------------------------- | --------------- | --------------- | ----- |
| 1    | Stati Uniti     | Vincent Matthews, Ron Freeman Larry James, Lee Evans          | 3'00"7          | 3'00"71         | [ 2 ] |
| 2    | Kenya           | Charles Asati, Hezahiah Nyamau Naftali Bon, Daniel Rudisha    | 3'00"8          | 3'00"84         | Q     |
| 3    | Italia          | Sergio Ottolina, Giacomo Puosi Furio Fusi, Sergio Bello       | 3'04"8          | 3'04"93         | q     |
| 4    | Germania Est    | Hartmut Schwabe, Dieter Fromm Wolfgang Müller, Michael Zerbes | 3'06"9          | 3'07"00         |       |
| 5    | Rep. Dominicana | Rolando Gómez, José L'Oficial Radhamés Mora, David Soriano    | 3'19"4          | 3'19"42         |       |

| Pos. | Nazione       | Atleti                                                             | Tempo Ufficiale | Tempo Ufficioso | Nota |
| ---- | ------------- | ------------------------------------------------------------------ | --------------- | --------------- | ---- |
| 1    | Polonia       | Stanisław Grędziński, Jan Balachowski Jan Werner, Andrzej Badeński | 3'03"0          | 3'03"02         | Q    |
| 2    | Gran Bretagna | Martin Winbolt-Lewis, Colin Campbell David Hemery, John Sherwood   | 3'03"6          | 3'03"67         | Q    |
| 3    | Nigeria       | Mamman Makama, David Ejoke Musa Dogon Yaro, Anthony Egwunyenga     | 3'05"7          | 3'05"78         |      |
| 4    | Senegal       | Amadou Gakou, Daour M'baye Guèye Papa M'Baye N'Diaye, Mamadou Sarr | 3'06"9          | 3'06"94         |      |

| Pos. | Nazione           | Atleti                                                                    | Tempo Ufficiale | Tempo Ufficioso | Nota |
| ---- | ----------------- | ------------------------------------------------------------------------- | --------------- | --------------- | ---- |
| 1    | Germania Ovest    | Helmar Müller, Gerhard Hennige Manfred Kinder, Martin Jellinghaus         | 3'03"8          | 3'03"90         | Q    |
| 2    | Trinidad e Tobago | George Simon, Euric Bobb Ben Cayenne, Edwin Roberts                       | 3'04"5          | 3'04"55         | Q    |
| 3    | Francia           | Jean-Claude Nallet, Jacques Carette Gilles Bertould, Jean-Pierre Boccardo | 3'04"6          | 3'04"69         | q    |
| 4    | Cuba              | Carlos Martínez, Eddy Téllez Miguel Olivera, Rodobaldo Díaz               | 3'05"2          | 3'05"28         |      |
| 5    | Venezuela         | Víctor Patíñez, Raúl Dome Víctor Maldonado, José Jacinto Hidalgo          | 3'07"6          | 3'07"65         |      |
| 6    | Messico           | Melesio Piña, Salvador Medina Carlos Castro, Francisco Sardo              | 3'08"1          | 3'08"19         |      |
| 7    | Canada            | Ross MacKenzie, Brian MacLaren William Crothers, Wes Brooker              | 3'09"6          | 3'09"70         |      |

### Finale
| Pos.    | Nazione           | Atleti                                                                           | Tempo Ufficiale | Tempo Ufficioso | Nota            |
| ------- | ----------------- | -------------------------------------------------------------------------------- | --------------- | --------------- | --------------- |
| Oro     | Stati Uniti       | Vincent Matthews (45"0), Ron Freeman (43"2) Larry James (43"8), Lee Evans (44"1) | 2'56"1          | 2'56"16         | Record mondiale |
| Argento | Kenya             | Charles Asati, Hezahiah Nyamau Naftali Bon, Daniel Rudisha                       | 2'59"6          | 2'59"64         |                 |
| Bronzo  | Germania Ovest    | Helmar Müller, Gerhard Hennige Manfred Kinder, Martin Jellinghaus                | 3'00"5          | 3'00"57         |                 |
| 4       | Polonia           | Stanisław Grędziński, Jan Balachowski Jan Werner, Andrzej Badeński               | 3'00"5          | 3'00"58         |                 |
| 5       | Gran Bretagna     | Martin Winbolt-Lewis, Colin Campbell David Hemery, John Sherwood                 | 3'01"2          | 3'01"21         |                 |
| 6       | Trinidad e Tobago | George Simon, Euric Bobb Ben Cayenne, Edwin Roberts                              | 3'04"5          | 3'04"54         |                 |
| 7       | Italia            | Sergio Ottolina, Giacomo Puosi Furio Fusi, Sergio Bello                          | 3'04"6          | 3'04"64         |                 |
| 8       | Francia           | Jean-Claude Nallet, Jacques Carette Gilles Bertould, Jean-Pierre Boccardo        | 3'07"5          | 3'07"51         |                 |

Il record mondiale della formazione statunitense sarà uno dei più longevi della storia dell'atletica, venendo battuto solo nel 1992 dopo 24 anni. Lo sbalorditivo 43"2 corso da Ron Freeman (seconda frazione) rimarrà un tempo considerevole anche nei decenni successivi.